# Mittelschaeffolsheim
Mittelschaeffolsheim (deutsch Mittelschäffolsheim) ist eine französische Gemeinde mit 571 Einwohnern (Stand 1. Januar 2021) im Département Bas-Rhin in der Europäischen Gebietskörperschaft Elsass und in der Region Grand Est.

## Geschichte
Mittelschäffolsheim war ein Reichsdorf.
Von 1871 bis zum Ende des Ersten Weltkrieges gehörte Mittelschäffolsheim als Teil des Reichslandes Elsaß-Lothringen zum Deutschen Reich und war dem Kreis Straßburg im Bezirk Unterelsaß zugeordnet.
Am 1. Januar 2015 wechselte die Gemeinde vom Arrondissement Strasbourg-Campagne zum Arrondissement Haguenau-Wissembourg.

## Bevölkerung
| Jahr      | 1910 | 1962 | 1968 | 1975 | 1982 | 1990 | 1999 | 2005 | 2010 | 2012 | 2019 |
| --------- | ---- | ---- | ---- | ---- | ---- | ---- | ---- | ---- | ---- | ---- | ---- |
| Einwohner | 280  | 245  | 265  | 269  | 252  | 272  | 390  | 372  | 527  | 532  | 569  |

## Persönlichkeiten
- Laurent Fischer (1855–1913), Landtagsabgeordneter und Bürgermeister von Mittelschaeffolsheim

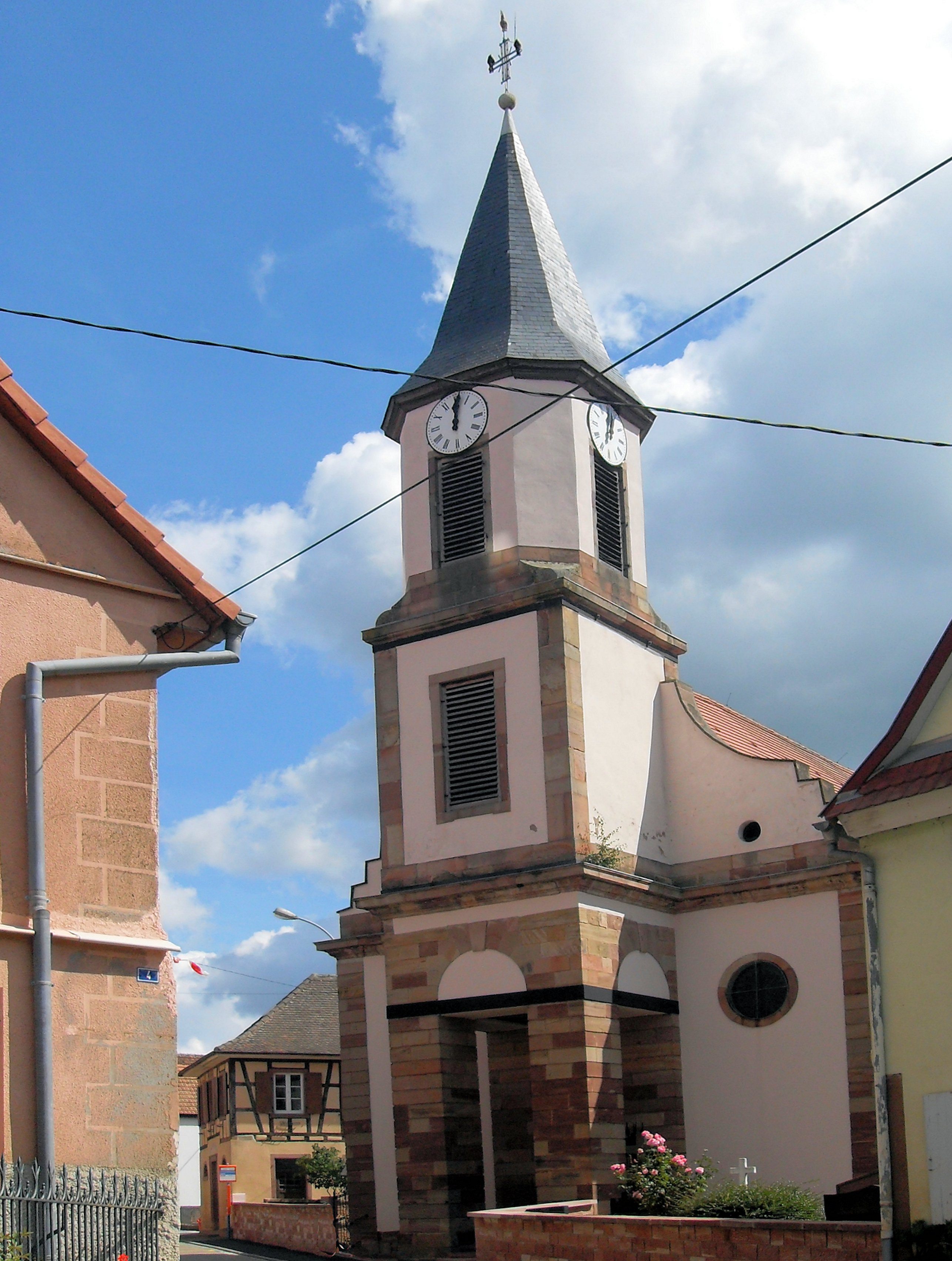
Kirche St. Sebastian

## Trivia
Mittelschaeffolsheim hat den längsten, ohne Bindestriche geschriebenen Gemeindenamen Frankreichs.